# Asticta moellendorffi
Asticta moellendorffi là một loài bướm đêm trong họ Erebidae.